# Regius Professor of Hebrew (Cambridge)

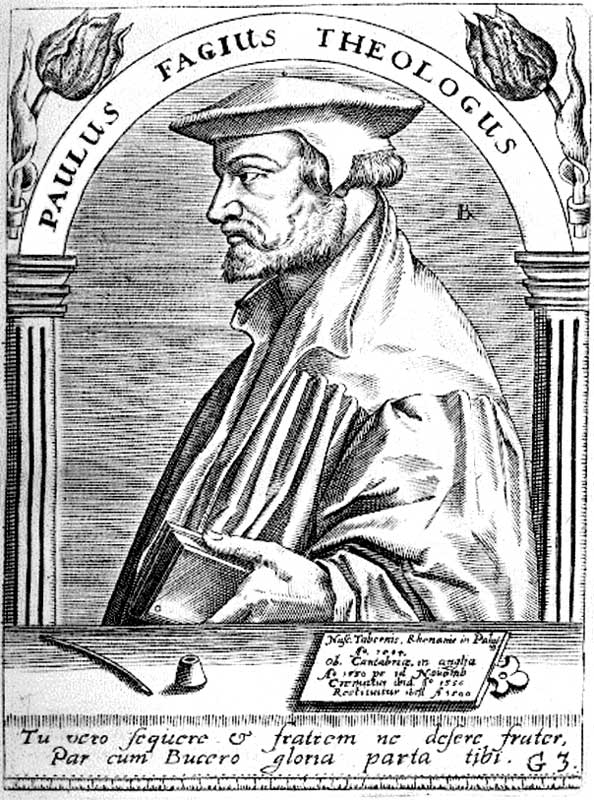
Paul Fagius (Kupferstich) – Erster deutscher Regius Professor

Der Regius Professor of Hebrew ist die Bezeichnung einer um 1540 durch Heinrich VIII. gestifteten Regius Professur für Hebraistik und orientalische Sprachen an der University of Oxford. Sie ist eine der ältesten Professuren der Universität.
Gleichzeitig mit dieser Professur wurden in Cambridge vier weitere Regius-Professuren eingerichtet, nämlich die Regius Professorship of Physic (Medizin), die Regius Professorship of Civil Law, die Regius Professorship of Greek, die Regius Professorship of Divinity (Theologie). Ein ebensolcher Satz von fünf Professuren für die gleichen Fächer wurde an der University of Oxford gestiftet, also Regius-Professuren für Medizin (Physic), Civil Law, Griechisch und Regius Professor of Divinity (Theologie) und auch für Hebräisch.

## Geschichte der Professur
Vor der Stiftung der Professur durch Heinrich VIII. war das Interesse an der hebräischen Sprache stark angestiegen. Vermutlich beeinflusste Luthers Bibelübersetzung (Lutherbibel) das reformierte England. Heinrich hatte sogar einen Berater für Hebräisch-Fragen, Robert Wakefeld, vermutlich Bruder des späteren ersten Professors Thomas. In diesem Sinne könnte Robert als der „nullte“ Professor gezählt werden. In diesem Kontext wird die Stiftung auch auf 1536 datiert.
Der stark religiöse Bezug verlor seinen Einfluss auf die Professur auch nicht in den folgenden Jahren. Nach dem unerwartet frühen Tod Eduards VI. übernahm Maria I. nach einem kurzen Intermezzo von Jane Grey den Thron und begann eine Gegenreformation, die ihr posthum den Beinamen „Bloody Mary“ (Blutige Maria) einbrachte. Der Eifer ging so weit, dass der Leichnam des Paul Fagius 1556 exhumiert und nach einem förmlichen Prozess auf dem Scheiterhaufen verbrannt wurde.
Der aus der Normandie stammende Antoine Rodolphe Chevallier entkam während einer Frankreichreise nur knapp den Massakern der Bartholomäusnacht (24. August 1572) und verstarb auf der Kanalinsel Guernsey.

## Inhaber
| Name                          | Namenszusatz | von      | bis  | Anmerkung |
| ----------------------------- | ------------ | -------- | ---- | --- |
| Thomas Wakefeld               | M.A.         | 1540     |      | Wakefield war ein kontroverser Kandidat, da er dem Katholizismus weiterhin anhing. |
| Paul Fagius                   |              | 1549     | 1549 | Der ehemalige Schulmeister aus Rheinzabern oder Bergzabern in der Südpfalz lernte Hebräisch an der Universität Straßburg und wurde durch den Druck der Gegenreformation zur Auswanderung gezwungen. Mit einer Einladung Thomas Cranmers ging er nach England, wo er einige Zeit im Haushalt des Bischofs lebte. Dort wurde ihm die Professur angeboten. Er verstarb kurz nach Amtsantritt an der Malaria. |
| Immanuel Tremellius           |              | 1550     | 1553 | Der in Padua ausgebildete Hebraist jüdisch-italienischer Herkunft zog mit Peter Martyr Vermigli, der ihn vom protestantischen Glauben überzeugt hatte, auf der Flucht vor der Inquisition nach Straßburg. Dort begann er, Hebräisch zu lehren. Nach der Niederlage der Protestanten im Schmalkaldischen Krieg floh Tremellius wie andere nach England, wo er und Vermigli im Haus Thomas Cranmers Unterschlupf fanden. Ende 1549 folgte Tremellius dem verstorbenen Fagius in der Professur nach. Nach dem Tode Eduards VI. und der Machtübernahme durch Maria I., die den Versuch einer Gegenreformation startete, floh Tremellius nach Europa. |
| Antoine Rodolphe Chevallier   |              | 1569     |      | Der Schüler von François Vatable nahm den protestantischen Glauben an und kam während der Herrschaft Eduards VI. nach England. Er wurde erst von Fagius und Martin Bucer aufgenommen, später von Bischof Cranmer. Er ließ sich in Cambridge nieder, wo er kostenlos Hebräisch unterrichtete. Er lernte Tremellius kennen, dessen Stieftochter, Elizabeth de Grimecieux, er 1550 heiratete. Nach Eduards Tod floh er nach Straßburg, wo er 1559 eine Professur für Hebräisch übernahm. Nach der Thronbesteigung Elisabeth I. kehrte er zurück nach England, um die französischen Protestanten mit der Krone zu assoziieren. 1569 wurde ihm auf Vorschlag des damaligen Erzbischofs von Canterbury, Matthew Parker, die Regius Professur in Cambridge angeboten. Für seinen Unterhalt gewährte ihm die Kirche die Bezüge einer Priesterstelle auf Zeit. Als Chevallier während einer Reise nur knapp den Massakern der Bartholomäusnacht entging, floh er nach Guernsey, wo er kurz darauf verstarb. |
| Philippe Bignon               |              | 1572     |      | Wie Chevallier stammte Bignon aus Frankreich, wo er an der Universität Genf (heute Schweiz) gelehrt hatte. |
| Edward Lively                 | M.A.         | 1575     | 1578 | Lively war ein Protegé von Erzbischof Whitgift, der zumindest einen Teil der Studiengebühren übernahm, wie Lively in der Widmung seines Buches über die Chronologie der persischen Königshäuser mitteilt. Zu Livelys Lehrern gehörte auch der bekannte Jan van den Driesche (Drusius), einem der Bibelübersetzer. 1575 wurde Lively gegen den vom Kanzler der Universität vorgeschlagenen Philip Bignon zum Regius Professor gewählt. Als Lively 1578 Cathrin heiratete, die Tochter des Regius Professor of Physic Thomas Lorkin, scheint er die Professur aufgegeben zu haben. Vier Jahre später wurde ihm eine Pfarrei zugeteilt und 1604 war Lively einer der 54 Gelehrten, die von Jakob I. mit der Übersetzung einer autorisierten Bibelversion beauftragt wurden, die heute als King-James-Bibel bekannt ist. |
| Robert Spaldinge              |              | 1605     |      | |
| Geoffrey King                 | M.A.         | 1607     | 1608 | King wird verschiedentlich auch Kynge buchstabiert. |
| Andrew Byng                   |              | 1608     |      | Byng, oder Bing, war einer der 54 Übersetzer der King-James-Bibel. |
| Robert Metcalfe               |              | ca. 1622 | 1648 | Es ist nicht genau bekannt, wann Metcalfe die Regius Professur übernahm. Im Oxford Dictionary of National Biography wird „...einige Zeit vor 1645...“ angegeben. 1648 verließ er die Professur, möglicherweise im Zusammenhang mit seiner Berufung zum Fellow seines Colleges im gleichen Jahr. |
| Ralph Cudworth                | D.D.         | 1648     | 1688 | 1645 wurde Cudworth durch Parlamentsentscheid zum Leiter von Clare Hall ernannt und im gleichen Jahr einstimmig zum Regius Professor gewählt. Er wurde zu einem der Führer der Cambridger Platoniker. Cudworth' wichtigste Arbeit „The True Intellectual System“ wurde 1678 veröffentlicht. |
| Wolfram Stubbe [ 16 ]         |              | 1688     |      | |
| James Talbot                  |              | 1689     | 1704 | Der musikinteressierte Talbot verließ die Professur 1704. In einer Sammlung von handschriftlichen Aufzeichnungen im Archiv des Christ Church Colleges finden sich Beschreibungen und Zeichnungen von Musikinstrumenten Ende des 17. Jahrhunderts. Die als Talbot Manuscript bekannten Dokumente besitzen in der Musikwissenschaft große Bedeutung. |
| Henry Sike oder (Syke)        | LL.D.        | 1705     | 1712 | Als die Professur 1704 neu besetzt werden musste, wurde Sike noch Bouquett vorgezogen. Sike wurde gelegentlich von Bouquett (s. u.) vertreten. |
| Philip Bouquett               | D.D.         | 1712     | 1747 | Nach dem Ausscheiden Sikes übernahm Bouquett die Professur mit allen Pflichten und Rechten. Bouquett wird als armer französischer Flüchtling beschrieben, der reich im College verstarb. Sein Geld hinterließ Bouquett den französischen Flüchtlingen in England. |
| Thomas Harrison               | M.A.         | 1747     |      | |
| Charles Torriano              | M.A.         | 1753     |      | 1757 wurde Torriano die Pfarrei von Chinkford übertragen. |
| William Disney                | M.A., D.D.   | 1757     | 1771 | |
| William Collier               | M.A.         | 1771     |      | |
| John Porter                   | M.A.         | 1790     |      | |
| Henry Lloyd ??                | M.A.         | 1795     |      | |
| Samuel Lee                    | D.D.         | 1831     | 1848 | Lee war ein umfassend gebildeter Linguist, dessen Fähigkeiten an seinen Arbeiten zu erkennen sind, beispielsweise einem Neuen und Alten Testament in syrischer und auch in malaiischer Sprache sowie Arbeiten in Arabisch, Koptisch, Persisch und Hindustani. |
| William Hodge Mill            | M.A.         | 1848     |      | Mill war am ausgebildet am Trinity College und wurde erster Leiter des Bishop’s College in Kalkutta. Mill arbeitet engagiert und war an Übersetzungen aus dem Arabischen sowie aus Sanskrit sowie an der Entzifferung alter Inschriften beteiligt. Er war Mitbegründer der Bengal Asiatic Society, wo nach seiner gesundheitsbedingten Rückkehr nach England eine Büste von ihm aufgestellt wurde. Zurück in England wurde ihm eine Pfarrei zugewiesen. 1848 übernahm er die Regius Professur, wo seine Vorlesungen sich auf die Interpretation der heiligen Schrift beschränkten. |
| Thomas Jarrett                | D.D.         | 1854     | 1882 | Jarrett war für die Breite seines Wissens bekannt. Er beherrschte mindestens zwanzig Sprachen und verbrachte viel Zeit damit, fremde Sprache nach einem von ihm selbst entwickelten System in die lateinische Schrift zu übertragen. |
| Alexander Francis Kirkpatrick | D.D.         | 1882     | 1903 | Kirkpatricks präzises Wissen und klare Darstellungen machten seine Vorlesungen zu einer wertvollen Anleitung für Studenten. Er leistete Pionierarbeit in der Geschichte und Kritik des Alten Testaments. |
| Robert Hatch Kennett          |              | 1903     | 1932 | Kennett hielt die Professur bis zu seinem Tod. |
| Stanley Arthur Cook           | M.A.         | 1932     | 1938 | |
| David Winton Thomas           |              | 1938     |      | |
| John Adney Emerton            | D.D.         | 1968     | 1995 | |
| Robert Gordon                 |              | 1995     | 2012 | |
| Geoffrey Khan                 | Ph.D.        | 2012     |      | |